# Yongcheng
Yongcheng (en chino, 永城; pinyin, Yǒngchéng) es un municipio  bajo la administración directa de la Prefectura Shangqiu en la Provincia de Henan, República Popular China.  Su área es de 2020 km² y su población total para 2020 superó el 1,25 millón de habitantes. 

## Administración
A julio de 2025, el  Municipio Yongcheng se divide en 31 pueblos que se administran en 6 subdistritos y 25  poblados. 

## Toponimia
El topónimo Yongcheng significa "ciudad Yong «eterna»". En el año 610 durante la dinastía Sui se estableció el Condado Yongcheng. Según la leyenda, la ciudad, a pesar de las repetidas inundaciones, se mantuvo intacta, lo que le valió el apodo de "eterna", símbolo de su estabilidad perpetua.